# Județul Olt
Olt este un județ în regiunile Oltenia (partea situată la vest de râul Olt, fostul județ Romanați) și Muntenia (partea situată la est de râul Olt), în sudul României. Reședința județului este municipiul Slatina.

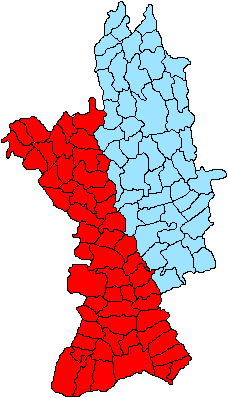
Localitățile situate la răsărit de Olt (în Muntenia) sunt trecute în culoare albastră. Localitățile situate la apus de Olt (în Oltenia) sunt trecute în culoare roșie

## Geografie

### Localizare
Județul Olt este situat în partea de sud a țării, pe cursul inferior al râului care i-a dat numele și face parte din categoria județelor riverane fluviului Dunărea. Prin portul dunărean Corabia are ieșire la Marea Neagră. Suprafața totală de 5.498 km², reprezentând 2,3% din teritoriul țării, situează județul pe locul 22 la nivelul României ca suprafață. Din punct de vedere al populației, județul ocupă locul 18 cu 489.274 locuitori (2002), având o densitate de 89 locuitori/km².

### Vecini
- Nord – județul Vâlcea
- Est – județele Argeș și Teleorman
- Sud – fluviul Dunărea pe o distanță de 45 km, care-l desparte de Bulgaria
- Vest – județul Dolj

### Clima
Clima este temperat-continentală, mai umedă în partea de nord și mai aridă în partea de sud. Punctul cel mai friguros este la Caracal datorită curenților reci din estul Câmpiei Române care își au punctul terminus în această zonă, iar punctul cel mai călduros este la Corabia.

### Relieful
Relieful este centrat pe valea inferioară a Oltului și teraselor sale și este format din câmpii și dealuri nu prea înalte. De la limita de nord a județului până în apropiere de Slatina se întâlnește zona de dealuri, aparținând Podișului Getic și care ocupă o treime din suprafața județului. La sud de Slatina până la Dunăre se desfășoară o parte a Câmpiei Române, cu următoarele subunități de câmpie: Câmpia Romanaților, Câmpia Boianului și Câmpia Burnazului. Altitudinea reliefului coboară în pantă lină de la Vitomirești, către Dunăre până la Corabia, ceea ce conferă o expoziție sudică însorită. Valea Dunării, orientată est-vest, domină malul românesc și prezintă terase întinse. Valea Oltului reprezintă o adevărata axă a teritoriului județului. Terasele Oltului se remarcă prin întinderi mai mari pe partea dreaptă a văii, începând din nordul județului până la Dunăre și până la Drăgănești, pe partea stângă, unde sunt bine dezvoltate terasele înalte: Coteana 80–90 m și Slatina 50–60 m.

### Rețeaua hidrografică

Prefectura Olt

Axul principal al rețelei hidrografice îl constituie râul Olt care străbate județul pe la mijloc de la nord la sud, pe o lungime de 143 km. Râul Olt primește ca afluenți principali: pe dreapta râul Olteț și Tesluiul, iar pe stânga câteva râuri cu debit foarte mic cum ar fi Dârjovul. În partea de nord, județul Olt este brăzdat și de râul Vedea, cu afluentul de pe partea dreaptă Plapcea. Pe o distanță de 45 km, partea de sud a județului este udată de apele Dunării, care colectează întreaga rețea hidrografică a județului.

## Stema județului Olt

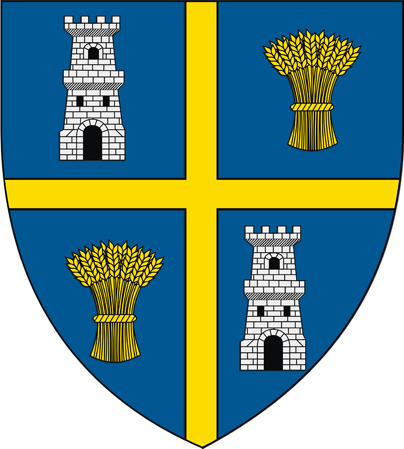
Stema județului Olt

Stema este adoptată prin Hotărârea Guvernului nr. 1379 din 6 decembrie 2002 și publicată în Monitorul Oficial nr. 928 din 18 decembrie 2002.

### Descrierea stemei
Stema județului Olt se compune dintr-un scut cu baza curbată, sfertuit printr-o cruce de aur. Primul și al patrulea cadran, pe fond albastru, reprezintă un turn de argint cu foișor crenelat – stema vechiului județ Olt. În al doilea cadran și al treilea cadran, pe fond albastru, se află un snop de grâu de aur – stema vechiului județ Romanați. În acest spațiu s-au contopit două foste județe antebelice, Olt și Romanați.

## Diviziuni administrative
Județul este format din 112 unități administrativ-teritoriale: 2 municipii, 6 orașe și 104 comune.
Lista de mai jos conține unitățile administrativ-teritoriale din județul Olt.
| Stemă              | Nume               | Tip de localitate            | Populație          | Imagine            |
| Municipii și orașe | Municipii și orașe | Municipii și orașe           | Municipii și orașe | Municipii și orașe |
| ------------------ | ------------------ | ---------------------------- | ------------------ | ------------------ |
|                    | Caracal            | municipiu                    | 30.954             |                    |
|                    | Slatina            | municipiu reședință de județ | 70.293             |                    |
|                    | Balș               | oraș                         | 18.164             |                    |
|                    | Corabia            | oraș                         | 16.441             |                    |
|                    | Drăgănești-Olt     | oraș                         | 10.894             |                    |
|                    | Piatra-Olt         | oraș                         | 6.299              |                    |
|                    | Potcoava           | oraș                         | 5.743              |                    |
|                    | Scornicești        | oraș                         | 11.766             |                    |
| Comune             |                    |                              |                    |                    |
|                    | Baldovinești       | comună                       | 1.089              |                    |
|                    | Bobicești          | comună                       | 3.314              |                    |
|                    | Brastavățu         | comună                       | 4.830              |                    |
|                    | Brebeni            | comună                       | 3.016              |                    |
|                    | Brâncoveni         | comună                       | 2.730              |                    |
|                    | Bucinișu           | comună                       | 2.145              |                    |
|                    | Bârza              | comună                       | 2.532              |                    |
|                    | Băbiciu            | comună                       | 2.084              |                    |
|                    | Bălteni            | comună                       | 1.694              |                    |
|                    | Bărăști            | comună                       | 1.793              |                    |
|                    | Cezieni            | comună                       | 1.830              |                    |
|                    | Cilieni            | comună                       | 3.244              |                    |
|                    | Colonești          | comună                       | 2.072              |                    |
|                    | Corbu              | comună                       | 2.458              |                    |
|                    | Coteana            | comună                       | 2.435              |                    |
|                    | Crâmpoia           | comună                       | 3.651              |                    |
|                    | Cungrea            | comună                       | 2.178              |                    |
|                    | Curtișoara         | comună                       | 4.309              |                    |
|                    | Cârlogani          | comună                       | 2.329              |                    |
|                    | Călui              | comună                       | 1.519              |                    |
|                    | Deveselu           | comună                       | 3.157              |                    |
|                    | Dobrețu            | comună                       | 1.227              |                    |
|                    | Dobrosloveni       | comună                       | 3.736              |                    |
|                    | Dobroteasa         | comună                       | 1.831              |                    |
|                    | Dobrun             | comună                       | 1.546              |                    |
|                    | Drăghiceni         | comună                       | 1.828              |                    |
|                    | Dăneasa            | comună                       | 3.827              |                    |
|                    | Făgețelu           | comună                       | 1.219              |                    |
|                    | Fălcoiu            | comună                       | 4.004              |                    |
|                    | Fărcașele          | comună                       | 4.683              |                    |
|                    | Ghimpețeni         | comună                       | 1.530              |                    |
|                    | Giuvărăști         | comună                       | 2.381              |                    |
|                    | Gostavățu          | comună                       | 2.919              |                    |
|                    | Grojdibodu         | comună                       | 2.857              |                    |
|                    | Grădinari          | comună                       | 2.370              |                    |
|                    | Grădinile          | comună                       | 1.507              |                    |
|                    | Gura Padinii       | comună                       | 1.693              |                    |
|                    | Gârcov             | comună                       | 2.303              |                    |
|                    | Găneasa            | comună                       | 3.775              |                    |
|                    | Găvănești          | comună                       | 2.050              |                    |
|                    | Ianca              | comună                       | 3.560              |                    |
|                    | Iancu Jianu        | comună                       | 4.118              |                    |
|                    | Icoana             | comună                       | 1.917              |                    |
|                    | Ipotești           | comună                       | 1.441              |                    |
|                    | Izbiceni           | comună                       | 4.807              |                    |
|                    | Izvoarele          | comună                       | 3.485              |                    |
|                    | Leleasca           | comună                       | 1.640              |                    |
|                    | Mihăești           | comună                       | 1.678              |                    |
|                    | Milcov             | comună                       | 1.546              |                    |
|                    | Morunglav          | comună                       | 2.545              |                    |
|                    | Movileni           | comună                       | 3.443              |                    |
|                    | Mărunței           | comună                       | 4.163              |                    |
|                    | Nicolae Titulescu  | comună                       | 1.271              |                    |
|                    | Oboga              | comună                       | 1.777              |                    |
|                    | Obârșia            | comună                       | 2.902              |                    |
|                    | Oporelu            | comună                       | 1.250              |                    |
|                    | Optași-Măgura      | comună                       | 1.247              |                    |
|                    | Orlea              | comună                       | 2.331              |                    |
|                    | Osica de Jos       | comună                       | 1.567              |                    |
|                    | Osica de Sus       | comună                       | 5.215              |                    |
|                    | Perieți            | comună                       | 2.215              |                    |
|                    | Pleșoiu            | comună                       | 3.105              |                    |
|                    | Poboru             | comună                       | 2.034              |                    |
|                    | Priseaca           | comună                       | 1.580              |                    |
|                    | Pârșcoveni         | comună                       | 3.062              |                    |
|                    | Radomirești        | comună                       | 3.402              |                    |
|                    | Redea              | comună                       | 3.006              |                    |
|                    | Rotunda            | comună                       | 2.841              |                    |
|                    | Rusănești          | comună                       | 4.434              |                    |
|                    | Schitu             | comună                       | 2.660              |                    |
|                    | Scărișoara         | comună                       | 3.002              |                    |
|                    | Seaca              | comună                       | 2.061              |                    |
|                    | Slătioara          | comună                       | 2.585              |                    |
|                    | Spineni            | comună                       | 2.069              |                    |
|                    | Sprâncenata        | comună                       | 2.694              |                    |
|                    | Stoenești          | comună                       | 2.422              |                    |
|                    | Stoicănești        | comună                       | 2.638              |                    |
|                    | Strejești          | comună                       | 3.237              |                    |
|                    | Studina            | comună                       | 2.985              |                    |
|                    | Sâmburești         | comună                       | 1.209              |                    |
|                    | Sârbii-Măgura      | comună                       | 2.053              |                    |
|                    | Teslui             | comună                       | 2.737              |                    |
|                    | Tia Mare           | comună                       | 4.496              |                    |
|                    | Topana             | comună                       | 991                |                    |
|                    | Traian             | comună                       | 3.264              |                    |
|                    | Tufeni             | comună                       | 3.038              |                    |
|                    | Tătulești          | comună                       | 1.088              |                    |
|                    | Urzica             | comună                       | 2.283              |                    |
|                    | Valea Mare         | comună                       | 3.829              |                    |
|                    | Verguleasa         | comună                       | 3.139              |                    |
|                    | Vitomirești        | comună                       | 2.282              |                    |
|                    | Vișina             | comună                       | 2.930              |                    |
|                    | Vișina Nouă        | comună                       | 1.767              |                    |
|                    | Vlădila            | comună                       | 1.925              |                    |
|                    | Voineasa           | comună                       | 2.229              |                    |
|                    | Vulpeni            | comună                       | 2.255              |                    |
|                    | Vulturești         | comună                       | 2.591              |                    |
|                    | Vâlcele            | comună                       | 2.526              |                    |
|                    | Vădastra           | comună                       | 1.449              |                    |
|                    | Vădăstrița         | comună                       | 3.437              |                    |
|                    | Văleni             | comună                       | 2.826              |                    |
|                    | Șerbănești         | comună                       | 2.902              |                    |
|                    | Șopârlița          | comună                       | 1.279              |                    |
|                    | Ștefan cel Mare    | comună                       | 1.808              |                    |

## Politică și administrație
Județul Olt este administrat de un consiliu județean format din 32 consilieri. În urma alegerilor locale din 2024, consiliul este prezidat de Marius Oprescu[*] de la PSD, iar componența politică a Consiliului este următoarea:
|  | Partid                          | Consilieri | Componența Consiliului | Componența Consiliului | Componența Consiliului | Componența Consiliului | Componența Consiliului | Componența Consiliului | Componența Consiliului | Componența Consiliului | Componența Consiliului | Componența Consiliului | Componența Consiliului | Componența Consiliului | Componența Consiliului | Componența Consiliului | Componența Consiliului | Componența Consiliului | Componența Consiliului | Componența Consiliului | Componența Consiliului | Componența Consiliului |
|  | ------------------------------- | ---------- | ---------------------- | ---------------------- | ---------------------- | ---------------------- | ---------------------- | ---------------------- | ---------------------- | ---------------------- | ---------------------- | ---------------------- | ---------------------- | ---------------------- | ---------------------- | ---------------------- | ---------------------- | ---------------------- | ---------------------- | ---------------------- | ---------------------- | ---------------------- |
|  | Partidul Social Democrat        | 20         |                        |                        |                        |                        |                        |                        |                        |                        |                        |                        |                        |                        |                        |                        |                        |                        |                        |                        |                        |                        |
|  | Partidul Național Liberal       | 7          |                        |                        |                        |                        |                        |                        |                        |                        |                        |                        |                        |                        |                        |                        |                        |                        |                        |                        |                        |                        |
|  | Alianța pentru Unirea Românilor | 5          |                        |                        |                        |                        |                        |                        |                        |                        |                        |                        |                        |                        |                        |                        |                        |                        |                        |                        |                        |                        |